# Artag
Artag rey de Iberia gobernó el reino de Iberia (caucásica) desde el 81 a. C. hasta el 63 a. C. Murió en el año 63 a. C.
En 65 a. C. los romanos dirigidos por Pompeyo entraron al país. Artag sabedor de que no podía resistir, pidió la paz y se iniciaron conversaciones, pero Pompeyo, sospechando que el rey trataba de perder tiempo para reforzar las fortalezas, interrumpió las negociaciones y marchó directo hacia el centro del país, atacando la fortaleza de Armaz, que apresó. Artag se escapó al otro lado del río Mtkvari (Kurá), y quemó el puente para que no lo siguieran. Al sur del río el país quedó ocupado por los romanos. Artag hizo ofertas de paz pero Pompeyo no las escuchó. Cruzó el río y subió por el valle del río Aragvi, derrotando a las fuerzas georgianas. En esa batalla, donde las mujeres combatieron al lado de los hombres, 9000 georgianos murieron  y 10 000 fueron hechos prisioneros. Aun entonces Artag volvió a ofrecer la paz y envió a Pompeyo nuevas ofrendas (incluso un trono, una mesa de oro y una cama), que finalmente los romanos aceptaron. Un nuevo rey, Parnavaz II, hijo de Artag, fue coronado pero la institución salió intacta, aunque se tubo que declarar amiga de los romanos. En los años sucesivos de hecho, la influencia romana desaparecerá.
| Predecesor: Arshak I de Iberia | Rey de Iberia 81 a. C.-65 a. C. | Sucesor: Parnavaz II de Iberia |

- Datos: Q3216009